# Olavi Laaksonen
Olavi ("Ola") Laaksonen (Turku, 26 juli 1921 – aldaar, 27 oktober 2004) was een voetballer uit Finland, die na zijn actieve carrière het trainersvak instapte. Hij was bondscoach van zijn vaderland Finland van 1962 tot en met 1974.

## Interlandcarrière
Laaksonen kwam in totaal 21 keer uit voor de nationale ploeg van Finland in de periode 1946–1952. Hij maakte zijn debuut op 1 september 1946 in de vriendschappelijke thuiswedstrijd tegen Denemarken (2-5). Laaksonen nam namens zijn vaderland deel aan de Olympische Spelen van 1952 in Helsinki, waar de Finnen in de eerste ronde werden uitgeschakeld na een 4-3 nederlaag tegen Oostenrijk.

## Bondscoach
Als opvolger van Aatos Lehtonen begeleidde Laaksonen de nationale selectie tijdens de kwalificatietoernooien voor het WK voetbal 1966, het EK voetbal 1968, het WK voetbal 1970, het EK voetbal 1972 en het WK voetbal 1974. Hij nam afscheid na 91 duels (16 overwinningen, 21 gelijke spelen en 54 nederlagen). Hij werd opgevolgd door interim-bondscoach Martti Kosma, die de nationale ploeg in 1975 voor twee duels onder zijn hoede had.